# Eupithecia asteria
Eupithecia asteria är en fjärilsart som beskrevs av Claude Herbulot 1987. Eupithecia asteria ingår i släktet Eupithecia och familjen mätare. Inga underarter finns listade i Catalogue of Life.